# Copelatus alternatus
Copelatus alternatus är en skalbaggsart som beskrevs av Sharp 1882. Copelatus alternatus ingår i släktet Copelatus och familjen dykare. Inga underarter finns listade i Catalogue of Life.